# Lithasia duttoniana
Lithasia duttoniana é uma espécie de gastrópode da família Pleuroceridae.
É endémica dos Estados Unidos da América. 